# Ralph Bollmann

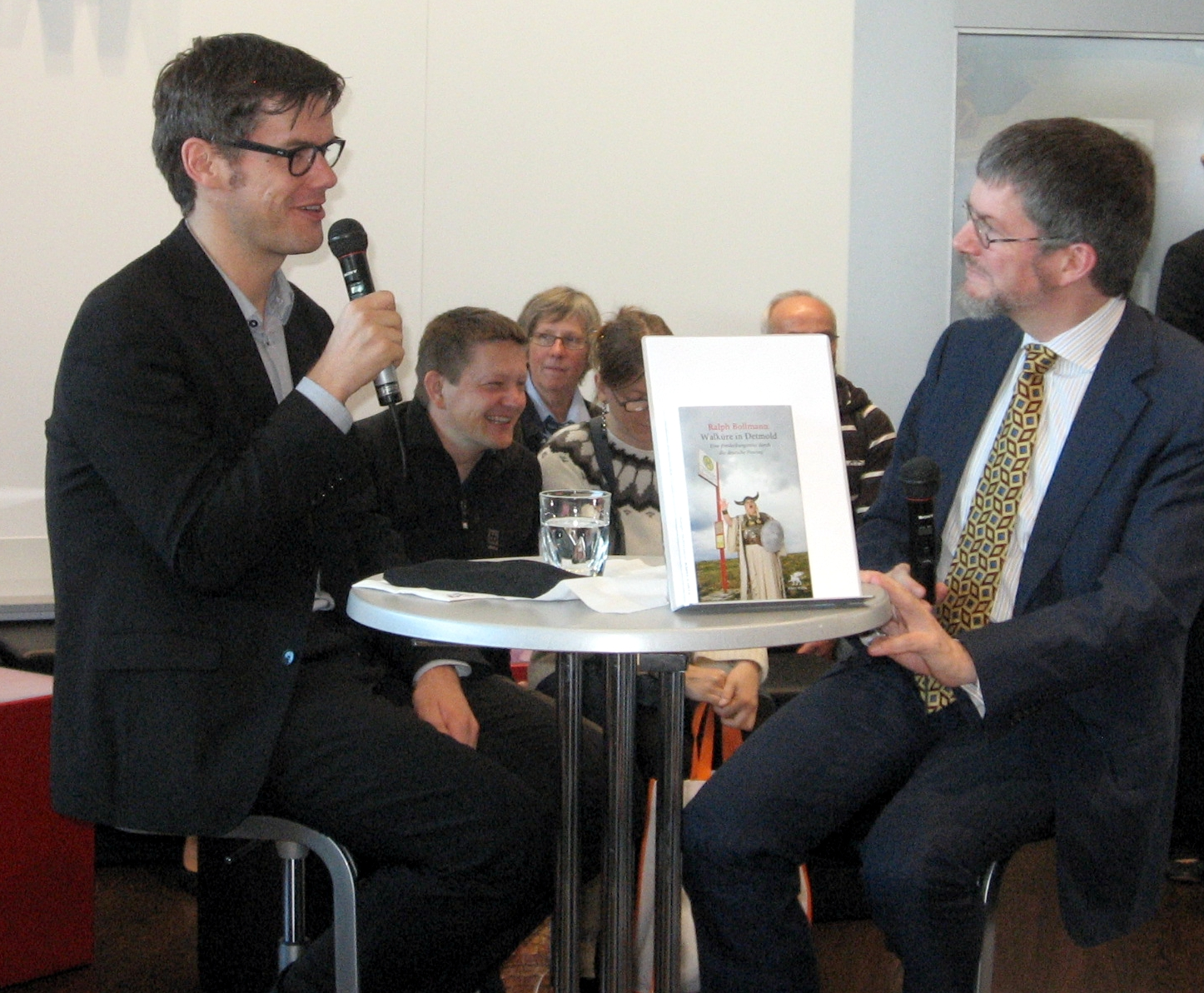
Ralph Bollmann (links) auf der Frankfurter Buchmesse 2011 im Gespräch mit Patrick Bahners

Ralph Bollmann (* 24. Juni 1969 in Bad Dürkheim) ist ein deutscher Journalist und Publizist. Er lebt in Berlin.

## Leben
Bollmann studierte in Tübingen, Bologna und an der Humboldt-Universität in Berlin Geschichte, Politik und Öffentliches Recht. Seine Magisterarbeit zum Vergleich der deutschen und italienischen Sozialdemokratie schrieb er bei Heinrich August Winkler. Im Anschluss an das Studium besuchte er die Deutsche Journalistenschule in München.
Bereits während des Studiums schrieb Bollmann für Zeitungen, darunter den Reutlinger General-Anzeiger, die Süddeutsche Zeitung, die Zeit und die tageszeitung (taz). Ab 1998 war er bei der taz in der Berlin-Redaktion tätig. 2002 wurde er zusammen mit Patrik Schwarz kommissarischer, 2003 regulärer, 2005 alleiniger Leiter des Inlandsressorts. 2008 wechselte er in das Parlamentsbüro der taz, ebenfalls als Ressortleiter. Seit 2011 ist Bollmann Korrespondent für Wirtschaftspolitik der Frankfurter Allgemeinen Sonntagszeitung in Berlin.
Bollmann schreibt auch über kulturgeschichtliche Themen und veröffentlichte Essays, so in den Zeitschriften Merkur und IP Internationale Politik. 2006 veröffentlichte er das Buch Lob des Imperiums: Der Untergang Roms und die Zukunft des Westens, in dem er Parallelen zwischen dem spätantiken Rom und dem heutigen Westen als „Imperium Americanum“ nachgeht. 2010 war er Journalist in Residence am Max-Planck-Institut für Gesellschaftsforschung in Köln.
2011 erschien Walküre in Detmold: Eine Entdeckungsreise durch die deutsche Provinz. Bollmann verdichtet darin Eindrücke einer mehrjährigen Reise zu allen 84 deutschen Opernhäusern in 81 Städten, die über ein eigenes Ensemble verfügen. In der Spielzeit 2014/2015 war er Autor einer Kolumne in Semper, dem Magazin der Semperoper Dresden.
2013 erschien sein Buch Die Deutsche: Angela Merkel und wir. 2017 wurde er in die Jury der „Sachbuch-Bestenliste“ von Deutschlandfunk Kultur, ZDF und Die Zeit eingeladen. 2021 schaffte es seine umfangreiche Biografie über Angela Merkel auf die Spiegel-Bestsellerliste.

## Veröffentlichungen (Auswahl)
- Lob des Imperiums: Der Untergang Roms und die Zukunft des Westens. wjs, Berlin 2006, ISBN 3-937989-21-8. Auch als Radioropa Hörbuch, Daun 2008, ISBN 3-836-80108-6.
- Reform: Ein deutscher Mythos. wjs, Berlin 2008, ISBN 978-3-937-98943-3.
- Walküre in Detmold: Eine Entdeckungsreise durch die deutsche Provinz. Klett-Cotta, Stuttgart 2011, ISBN 978-3-608-94621-5.
- Die Deutsche: Angela Merkel und wir. Klett-Cotta, Stuttgart 2013, ISBN 978-3-608-94750-2, auch japanische und chinesische Ausgaben.
- Angela Merkel: Die Kanzlerin und ihre Zeit. Verlag C. H. Beck, München 2021, ISBN 978-3-406-74111-1.